# Francesco Bardi
Francesco Bardi (ur. 18 stycznia 1992 w Livorno) – włoski piłkarz występujący na pozycji bramkarza w Bologna FC 1909.